# Кундуз Міркарімова
Кундуз Миркаримова (1925) —  радянська та  узбецька артистка балету, Народна артистка СРСР (1984).
У 1951—1973 виступала у Великому театрі опери та балету імені Алішера Навої в Ташкент. З 1973 по 1979 роки викладала в Узбецькому хореографічному училище. З 1979 року Міркарімова — художній керівник ансамблю народного танцю «Бахор» імені М. Тургунбаевої.
Учиницею Кундуз Міркарімової була Тетяна Фєдяєва — визнаний майстер танцю живота.